# Apofis II
Apofis II, o Apepi II, fue posiblemente el sexto faraón hicso de la dinastía XV de Egipto, y gobernaría cerca del año a. 1522-1513 a. C.
Según Nicolás Grimal y varios egiptólogos, este faraón sucedió a Apofis I, pues piensan que existieron dos gobernantes diferentes con el mismo nombre: Apepi I y Apepi II; aunque la opinión predominante es que se trata del faraón Apepi I, cuya titulatura real habría cambiado durante el largo periodo de su reinado.
No figura en los epítomes de Manetón escritos por Flavio Josefo, Julio Africano, Eusebio de Cesarea y Jorge Sincelo.
Solo se le conoce por los escarabeos hicsos hallados con su nombre: Apep
Si es cierto que reinara, le sucedería el último faraón de la dinastía XV: Jamudy
Se le asocia con los nombres Apepi/Nebjepeshra, hallados en los escarabeos hicsos.

## Titulatura
| Titulatura | Jeroglífico | Transliteración (transcripción) - traducción - (referencias) |

| N5 | V30 · F23 |

| N5 | V30 · F23 |

| N5 | V30 · F23 |

| N5 | V30 · F23 |

| N5 | V30 · F23 |

| N5 | V30 · F23 |

| N5 | V30 · F23 |

| N5 | V30 · F23 |

| N5 | V30 · F23 |

| N5 | V30 · F23 |

| N5 | V30 · F23 |

| N5 | V30 · F23 |

| N5 | V30 · F23 |

| N5 | V30 · F23 |

| N5 | V30 · F23 |

| N5 | V30 · F23 |

| M17 | Q3 · Q3 |

| M17 | Q3 · Q3 |

| M17 | Q3 · Q3 |

| M17 | Q3 · Q3 |

| M17 | Q3 · Q3 |

| M17 | Q3 · Q3 |

| M17 | Q3 · Q3 |

| M17 | Q3 · Q3 |

| M17 | Q3 · Q3 |

| M17 | Q3 · Q3 |

| M17 | Q3 · Q3 |

| M17 | Q3 · Q3 |

| M17 | Q3 · Q3 |

| M17 | Q3 · Q3 |

| M17 | Q3 · Q3 |

| M17 | Q3 · Q3 |

## Otras hipótesis
- La mayoría de egiptólogos opinan que se trata del faraón Apepi I.